# Bolkowice (województwo zachodniopomorskie)
Bolkowice (do 1945 niem. Wilhelmsfelde) – osada w Polsce położona w województwie zachodniopomorskim, w powiecie gryfińskim, w gminie Widuchowa.
31 grudnia 2008 r. wieś miała 142 mieszkańców.
Wieś założono w 1788 roku. W miejscowości jest modernistyczny dwór z początku XX wieku. Wraz z parkiem i cmentarzem, folwark oraz park dworski a w nim m.in. dwa stawy, dęby szypułkowate, lipa srebrzysta.
W latach 1975–1998 miejscowość administracyjnie należała do województwa szczecińskiego.